# 276
Il 276 (CCLXXVI in numeri romani) è un anno bisestile del III secolo.

## Eventi
- L'imperatore romano Marco Claudio Tacito assume il consolato.
- Tacito nomina il proprio fratellastro Marco Annio Floriano prefetto del pretorio, e con l'esercito si reca in Asia Minore a combattere i Goti.
- Tacito ottiene una o più vittorie sui Goti e assume il titolo di Gothicus Maximus.
- Giugno - Mentre riprende la strada per l'Italia, Tacito muore, di malattia o assassinato.
- Floriano è acclamato imperatore dalle truppe ma così è pure Marco Aurelio Probo che ha dalla sua l'esercito romano di Siria.
- Agosto - Floriano e Probo si affrontano a Tarso ma Floriano è assassinato dai propri soldati. Probo diviene unico imperatore.
- Alla morte del sovrano sasanide Bahram I, sale al trono suo figlio Bahram II.

## Nati
- Crescentino di Città di Castello, militare e santo romano († 303)
- Guo Pu, storico, poeta e scrittore cinese († 324)

## Morti
- Floriano, imperatore romano (n. 232)
- Marco Claudio Tacito, imperatore romano

## Calendario
| Calendario 276 | Calendario 276 | Calendario 276 | Calendario 276 | Calendario 276 | Calendario 276 | Calendario 276 | Calendario 276 | Calendario 276 | Calendario 276 | Calendario 276 | Calendario 276 | Calendario 276 | Calendario 276 | Calendario 276 | Calendario 276 | Calendario 276 | Calendario 276 | Calendario 276 | Calendario 276 | Calendario 276 | Calendario 276 | Calendario 276 | Calendario 276 | Calendario 276 | Calendario 276 | Calendario 276 | Calendario 276 | Calendario 276 | Calendario 276 | Calendario 276 | Calendario 276 | Calendario 276 |
| -------------- | -------------- | -------------- | -------------- | -------------- | -------------- | -------------- | -------------- | -------------- | -------------- | -------------- | -------------- | -------------- | -------------- | -------------- | -------------- | -------------- | -------------- | -------------- | -------------- | -------------- | -------------- | -------------- | -------------- | -------------- | -------------- | -------------- | -------------- | -------------- | -------------- | -------------- | -------------- | -------------- |
|                | 1              | 2              | 3              | 4              | 5              | 6              | 7              | 8              | 9              | 10             | 11             | 12             | 13             | 14             | 15             | 16             | 17             | 18             | 19             | 20             | 21             | 22             | 23             | 24             | 25             | 26             | 27             | 28             | 29             | 30             | 31             |                |
| Gennaio        | Sa             | Do             | Lu             | Ma             | Me             | Gi             | Ve             | Sa             | Do             | Lu             | Ma             | Me             | Gi             | Ve             | Sa             | Do             | Lu             | Ma             | Me             | Gi             | Ve             | Sa             | Do             | Lu             | Ma             | Me             | Gi             | Ve             | Sa             | Do             | Lu             |                |
| Febbraio       | Ma             | Me             | Gi             | Ve             | Sa             | Do             | Lu             | Ma             | Me             | Gi             | Ve             | Sa             | Do             | Lu             | Ma             | Me             | Gi             | Ve             | Sa             | Do             | Lu             | Ma             | Me             | Gi             | Ve             | Sa             | Do             | Lu             | Ma             |                |                |                |
| Marzo          | Me             | Gi             | Ve             | Sa             | Do             | Lu             | Ma             | Me             | Gi             | Ve             | Sa             | Do             | Lu             | Ma             | Me             | Gi             | Ve             | Sa             | Do             | Lu             | Ma             | Me             | Gi             | Ve             | Sa             | Do             | Lu             | Ma             | Me             | Gi             | Ve             |                |
| Aprile         | Sa             | Do             | Lu             | Ma             | Me             | Gi             | Ve             | Sa             | Do             | Lu             | Ma             | Me             | Gi             | Ve             | Sa             | Do             | Lu             | Ma             | Me             | Gi             | Ve             | Sa             | Do             | Lu             | Ma             | Me             | Gi             | Ve             | Sa             | Do             |                |                |
| Maggio         | Lu             | Ma             | Me             | Gi             | Ve             | Sa             | Do             | Lu             | Ma             | Me             | Gi             | Ve             | Sa             | Do             | Lu             | Ma             | Me             | Gi             | Ve             | Sa             | Do             | Lu             | Ma             | Me             | Gi             | Ve             | Sa             | Do             | Lu             | Ma             | Me             |                |
| Giugno         | Gi             | Ve             | Sa             | Do             | Lu             | Ma             | Me             | Gi             | Ve             | Sa             | Do             | Lu             | Ma             | Me             | Gi             | Ve             | Sa             | Do             | Lu             | Ma             | Me             | Gi             | Ve             | Sa             | Do             | Lu             | Ma             | Me             | Gi             | Ve             |                |                |
| Luglio         | Sa             | Do             | Lu             | Ma             | Me             | Gi             | Ve             | Sa             | Do             | Lu             | Ma             | Me             | Gi             | Ve             | Sa             | Do             | Lu             | Ma             | Me             | Gi             | Ve             | Sa             | Do             | Lu             | Ma             | Me             | Gi             | Ve             | Sa             | Do             | Lu             |                |
| Agosto         | Ma             | Me             | Gi             | Ve             | Sa             | Do             | Lu             | Ma             | Me             | Gi             | Ve             | Sa             | Do             | Lu             | Ma             | Me             | Gi             | Ve             | Sa             | Do             | Lu             | Ma             | Me             | Gi             | Ve             | Sa             | Do             | Lu             | Ma             | Me             | Gi             |                |
| Settembre      | Ve             | Sa             | Do             | Lu             | Ma             | Me             | Gi             | Ve             | Sa             | Do             | Lu             | Ma             | Me             | Gi             | Ve             | Sa             | Do             | Lu             | Ma             | Me             | Gi             | Ve             | Sa             | Do             | Lu             | Ma             | Me             | Gi             | Ve             | Sa             |                |                |
| Ottobre        | Do             | Lu             | Ma             | Me             | Gi             | Ve             | Sa             | Do             | Lu             | Ma             | Me             | Gi             | Ve             | Sa             | Do             | Lu             | Ma             | Me             | Gi             | Ve             | Sa             | Do             | Lu             | Ma             | Me             | Gi             | Ve             | Sa             | Do             | Lu             | Ma             |                |
| Novembre       | Me             | Gi             | Ve             | Sa             | Do             | Lu             | Ma             | Me             | Gi             | Ve             | Sa             | Do             | Lu             | Ma             | Me             | Gi             | Ve             | Sa             | Do             | Lu             | Ma             | Me             | Gi             | Ve             | Sa             | Do             | Lu             | Ma             | Me             | Gi             |                |                |
| Dicembre       | Ve             | Sa             | Do             | Lu             | Ma             | Me             | Gi             | Ve             | Sa             | Do             | Lu             | Ma             | Me             | Gi             | Ve             | Sa             | Do             | Lu             | Ma             | Me             | Gi             | Ve             | Sa             | Do             | Lu             | Ma             | Me             | Gi             | Ve             | Sa             | Do             |                |